# Антипсихотические препараты

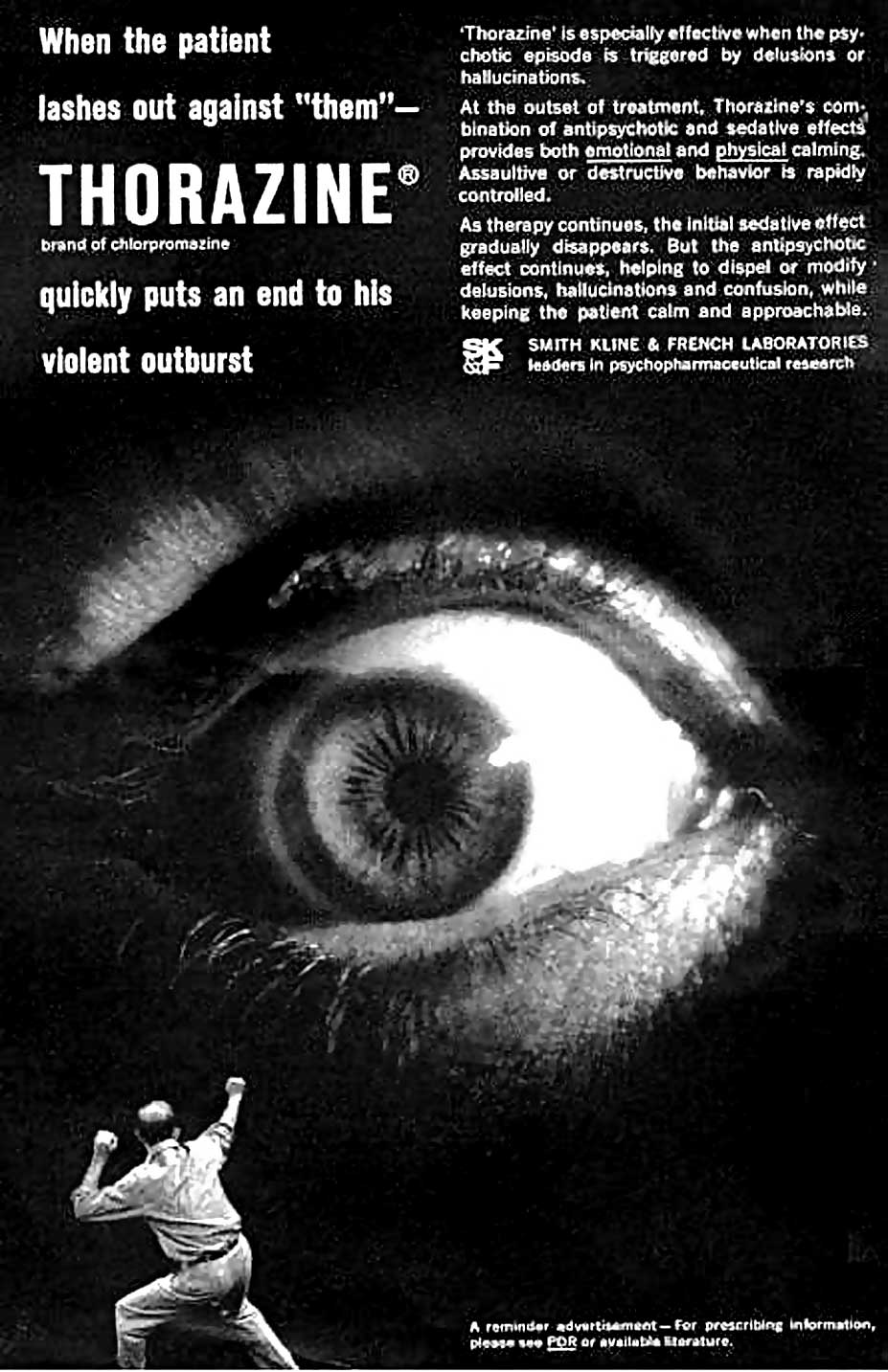
Реклама Торазина
(торговое название аминазина в США)

Антипсихоти́ческие препара́ты (антипсихоти́ки), или нейролепти́ческие сре́дства (нейроле́птики) (от др.-греч. νεῦρον — нерв и ληπτικός — вбирающий, втягивающий), — психотропные препараты, подавляющие психическую (высшую) нервную деятельность, эмоциональное состояние, поведение и способные устранять бред, галлюцинации, другие проявления психоза, при этом они не нарушают сознания, однако подавляют психомоторное возбуждение. Другие, ранее употреблявшиеся названия этих препаратов — нейропле́гики, антишизофрени́ческие сре́дства, больши́е транквилиза́торы, атара́ктики.

## История и общая характеристика

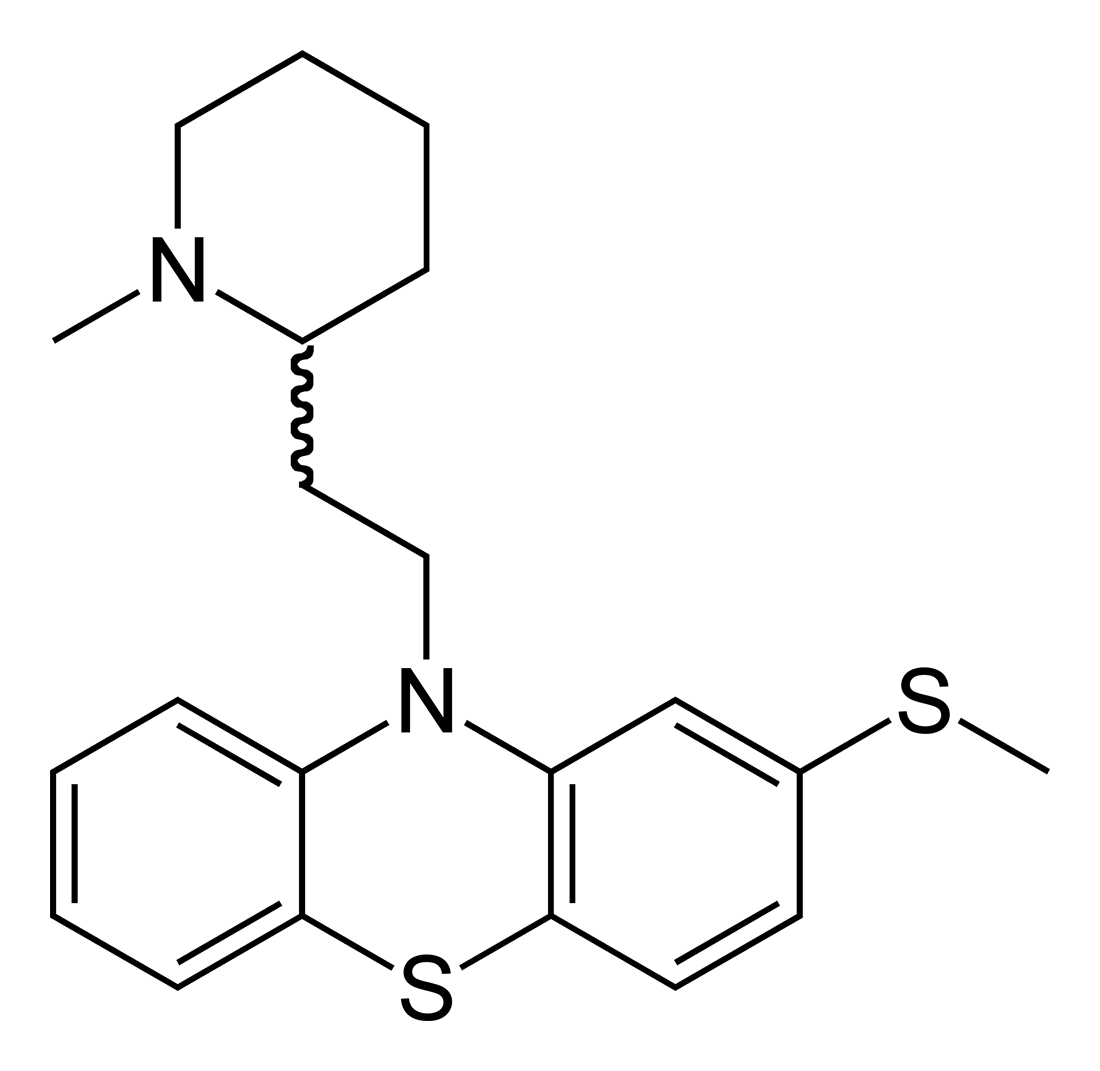
Фенотиазины. Химическая структура хлорпромазина (аминазина) и тиоридазина (сонапакса)

До открытия нейролептиков при купировании психозов применялись в основном препараты растительного происхождения (красавка, белена, опиаты), бромиды, внутривенное введение кальция и наркотический сон. В конце 40-х годов XX века при терапии психозов стали использоваться соли лития и антигистаминные средства. Кроме того, применялись инсулинокоматозная и электросудорожная терапия, а также психохирургия (лоботомия).
Самым первым антипсихотиком являлся хлорпромазин (аминазин), который синтезировался как антигистаминный препарат в 1950; его эффективность была обнаружена в 1952 году при проведении предварительных испытаний. Аминазин вышел на рынок и широко применялся с 1953 года для усиления наркоза и как успокаивающее средство, в том числе при шизофрении. Выделенный в 1952 году резерпин (алкалоид раувольфии) тоже применялся в качестве нейролептического препарата, но затем уступил место более эффективным препаратам в связи с его относительно низкой антипсихотической активностью. В 1950-е годы для лечения психозов применялись и другие алкалоиды раувольфии: дезерпидин (гармонил), ресцинамин (модерил) и раудиксин, которые тоже уступили место синтетическим нейролептикам. В 1958 году появились такие синтезированные антипсихотики первого поколения, как галоперидол, трифлуоперазин (трифтазин), тиопроперазин (мажептил) и др.
Термин «нейролептики» часто используют как название антипсихотических препаратов первого поколения — так называемых типичных (классических) антипсихотиков. Предложен был термин «нейролептики» в 1967 году, когда разрабатывалась классификация первых психотропных средств, и относился главным образом к препаратам, которые не только имеют выраженное антипсихотическое действие, но и способны часто вызывать характерные для них неврологические (экстрапирамидные) расстройства — нейролептический паркинсонизм, акатизию, дистонические реакции и др. В особенности часто эти побочные эффекты развиваются на фоне приёма таких антипсихотических средств, как галоперидол, аминазин и трифтазин, и нередко сопровождаются психическими побочными действиями: депрессия, выраженный страх и тревога, эмоциональная индифферентность.
Первоначально даже считалось, что развитие антипсихотического эффекта невозможно без появления экстрапирамидных расстройств и что терапевтический эффект можно соотносить и замерять по выраженности этих неврологических побочных действий. Однако впоследствии появились препараты нового ряда: клозапин, рисперидон, оланзапин, кветиапин, амисульприд, зипразидон, арипипразол и др., — которые значительно реже вызывают характерные для типичных нейролептиков побочные действия, прежде всего неврологические. Появление этих препаратов, называемых атипичными антипсихотиками (атипичными нейролептиками), поставило под сомнение сам термин «нейролептик» в его прежнем понимании. Вместо этого термина в отношении данных препаратов часто употребляется термин «антипсихотики».
Названия «большие транквилизаторы» (major tranquilizers) и «атарактики» (ataractics) нейролептики носили по причине вызываемого ими выраженного седативного, снотворного и транквилизирующе-противотревожного эффекта и специфического состояния безразличия к внешним стимулам («атараксии»). Эти названия вышли из употребления, поскольку седативным и снотворным эффектом обладают не все нейролептики, а некоторые из них, напротив, даже обладают активирующим, растормаживающим и энергизирующим действием, особенно заметным в малых дозах.
Во второй половине 1960-х годов были разработаны и введены в практику первые представители парентеральных пролонгированных форм нейролептиков (флуфеназин-деканоат, флуфеназин-энантат, перфеназин-энантат, флупентиксол-деканоат, флушпирилен). В 1968 году появился клозапин, родоначальник группы атипичных нейролептиков, практически не вызывающий экстрапирамидных побочных эффектов, а в конце 1980-х — начале 1990-х годов другие атипичные антипсихотики. Однако после того, как в 1970-х годах в Финляндии умерло 8 из 16 пациентов, у которых при приёме клозапина развился агранулоцитоз, данный препарат был удалён с американского рынка, хотя продолжал использоваться в других странах. В 1990 году поступил в повторную продажу в США, поскольку было выяснено, что он эффективен при шизофренических психозах, резистентных к терапии, и менее склонен вызывать характерные для других антипсихотиков побочные действия.
С конца 1980-х годов начали создаваться и получать распространение в клинической практике «клозапиноподобные» атипичные нейролептики. В 1988—1993 годах был создан и введён в клиническую практику рисперидон, в 1992—1996 годах — оланзапин, в 1992—1997 годах — кветиапин, в 1990—1997 годах — сертиндол, в 1993—2000 годах — зипрасидон, в 2006—2009 годах — азенапин. Частичный агонист дофаминовых рецепторов арипипразол был введён в клиническую практику в 2002 году.

## Показания
Основным свойством антипсихотиков является способность эффективно влиять на продуктивную симптоматику (бред, галлюцинации и псевдогаллюцинации, иллюзии, нарушения мышления, расстройства поведения, психотические возбуждение и агрессивность, мания). Помимо этого, антипсихотики (в особенности атипичные) часто назначаются для лечения депрессивной и/или негативной (дефицитарной) симптоматики (апато-абулии, эмоционального уплощения, аутизма, десоциализации и др.). Тем не менее, в некоторых источниках высказывается сомнение по поводу способности этих средств влиять на дефицитарную симптоматику изолированно от продуктивной: исследований по эффективности атипичных антипсихотиков относительно преобладающей негативной симптоматики выполнено не было. Предполагается, что они устраняют лишь так называемую вторичную негативную симптоматику благодаря редукции бреда и галлюцинаций у психотических больных, редукции лекарственного паркинсонизма при переводе с типичного нейролептика на атипичный или редукции депрессивной симптоматики.
Атипичные антипсихотики широко применяются в том числе и при биполярном аффективном расстройстве.
По указанию Американской психиатрической ассоциации, антипсихотики не следует использовать в качестве препаратов первого выбора для лечения поведенческих и психологических симптомов деменции. Также не следует назначать антипсихотики в качестве препаратов первого выбора при бессоннице. Как правило, два или более антипсихотических средств не должны назначаться при тех или иных расстройствах одновременно (за исключением случаев трёх неудачных попыток монотерапии, а также случаев, когда второй препарат назначается на фоне постепенного снижения дозировки первого).
Недопустимо одновременное назначение двух нейролептиков с преимущественно антипсихотическим эффектом (например, галоперидол + трифлуоперазин или галоперидол + мажептил) либо двух препаратов с седативным эффектом (например, хлорпромазин + тизерцин или тизерцин + хлорпротиксен). Одновременно три и более нейролептика не следует применять ни при каких обстоятельствах. Атипичные и типичные нейролептики не следует назначать одновременно, за исключением коротких периодов смены лечения.

## Механизм действия, терапевтический и побочные эффекты
Все известные сегодня антипсихотики обладают общим механизмом антипсихотического действия, так как снижают передачу нервных импульсов в тех системах мозга, где передатчиком нервных импульсов является дофамин:
- Мезолимбический путь. Снижение дофаминергической передачи в этом пути является необходимым условием антипсихотического действия[16], под которым подразумевается снятие продуктивной симптоматики (бреда, галлюцинаций и т. п.).
- Мезокортикальный путь[17]. Считается, что снижение уровня дофамина в мезокортикальной области приводит к возникновению таких симптомов шизофрении, как негативные расстройства[18][19] (сглаживание аффекта, апатия, бедность речи, ангедония, десоциализация и др.[20]) и когнитивные нарушения[18][19] (дефициты внимания, рабочей памяти, исполнительных функций[20]). Блокада дофаминовых рецепторов в мезокортикальном пути при использовании типичных антипсихотиков нередко приводит — особенно при длительной терапии — к усилению негативных расстройств[21], усилению когнитивной дисфункции, нарушению высших интегративных функций мозга[22].
- Нигростриарный путь. Блокада дофамина в этом пути приводит к типичным для нейролептиков неврологическим побочным эффектам (экстрапирамидные расстройства)[16][23]: (паркинсонизму, акатизии, дистонии, тризму челюстей, слюнотечению, острой и поздней дискинезии), наблюдаемым более чем в 60 % случаев при лечении типичными антипсихотиками[12].
- Тубероинфундибулярный путь (лимбическая система — гипоталамус — гипофиз). Блокируя дофаминовые рецепторы гипофиза, нейролептики приводят к повышению уровня гормона пролактина (гиперпролактинемии)[5][23], которое может обусловливать ряд других побочных эффектов: галакторею, гинекомастию, нарушения менструального цикла, половые дисфункции, депрессию, повышенный риск остеопороза, риск развития онкологической патологии, бесплодия, возникновения опухоли гипофиза[24][25]. Действуя на гипоталамус, нейролептики тормозят также секрецию кортикотропина и соматотропного гормона[5].

Благодаря снижению возбудимости D2-дофаминовых рецепторов триггерной зоны рвотного центра нейролептики могут ослаблять тошноту, рвоту и икоту.

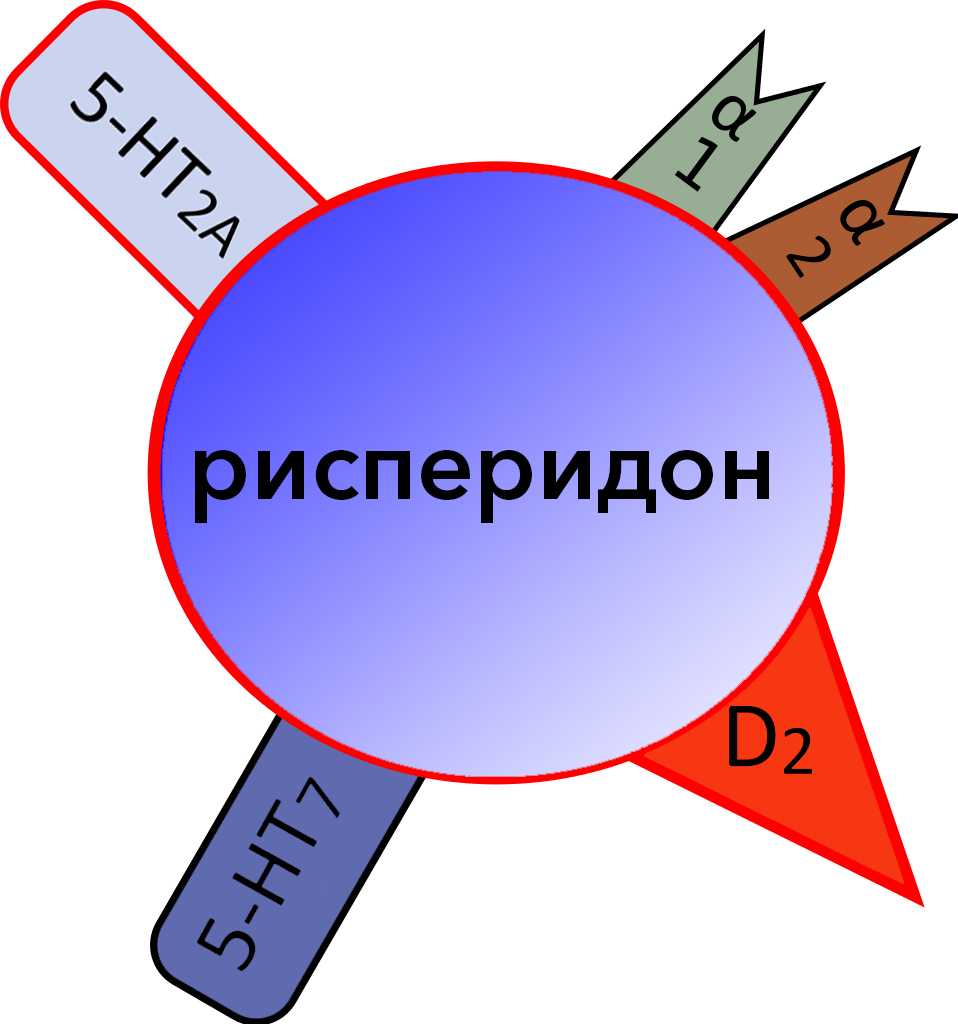
Атипичный антипсихотик рисперидон. Воздействие на рецепторы

Для всех современных антипсихотиков характерен феномен так называемого «антипсихотического порога», ниже которого антипсихотическое действие не реализуется и проявляются лишь неспецифические эффекты — снотворный, седативный и противотревожный либо же, напротив, активирующий и растормаживающий, а также противорвотный. Для антипсихотического действия необходима блокада дофаминергической активности не менее чем на 65 % (в первую очередь рецепторов D2-типа); повышение пролактина возникает при блокаде 72 % и более рецепторов; экстрапирамидные расстройства — при блокаде 78 % и более. По другим данным, эти показатели составляют 60—65 %, 75 % и 80 % соответственно. Получающийся диапазон (блокада 60—80 % дофаминовых рецепторов) составляет так называемое «терапевтическое окно», позволяющее, с одной стороны, добиться терапевтического эффекта, с другой — избежать гиперпролактинемии и экстрапирамидных расстройств.
Помимо блокирования дофаминергической системы головного мозга, нейролептикам присуще также блокирование α-адренергической системы головного мозга. В зависимости от принадлежности к той или иной химической группе нейролептикам в различной мере свойственны серотонинблокирующий, м-холиноблокирующий и H1-гистаминоблокирующий эффекты, обусловливающие разнообразный спектр желательной и нежелательной фармакологической активности, при этом центральное действие (действие на ЦНС) преобладает над периферическим. В отличие от антипсихотического эффекта нейролептиков, их нейролептический (седативный) эффект обусловлен центральным α-адреноблокирующим и — в меньшей степени — м-холиноблокирующим и H1-гистаминоблокирующим действием. Нейролептический (седативный) эффект проявляется угнетением реакции на внешние стимулы, ослаблением психомоторного возбуждения и аффективного напряжения, подавлением чувства страха, снижением агрессивности, психической и двигательной заторможенностью, апатией, сонливостью, ослаблением мотивации, инициативы, потерей интереса к окружающему, а также вегетативными нарушениями.
Считается, что группа типичных антипсихотиков воздействует прежде всего на дофаминовые рецепторы; группа атипичных влияет на метаболизм дофамина в меньшей степени, в большей — на метаболизм серотонина и других нейротрансмиттеров; соответственно, они реже вызывают экстрапирамидные расстройства, гиперпролактинемию, нейролептическую депрессию, а также негативную симптоматику и нейрокогнитивный дефицит. Однако эта закономерность не абсолютна: некоторые атипичные антипсихотики (например, амисульприд) избирательно блокируют только дофаминовые рецепторы, и низкий риск экстрапирамидных расстройств при их приёме связан с меньшим, чем при приёме типичных, воздействием на нигростриарный путь. Степень воздействия на различные типы рецепторов варьирует и у типичных нейролептиков, в зависимости от чего выделяют антипсихотические нейролептики (воздействующие в большей мере на дофаминовые рецепторы), такие как галоперидол, трифтазин, сульпирид, и седативные нейролептики, такие как дроперидол, аминазин, левомепромазин, хлорпротиксен, неулептил. В частности, галоперидол воздействует на рецепторы следующим образом: D2 > D1 = D4 > α1 > 5HT2, аминазин — следующим образом: α > 5HT2 ≥ D2 > D1. Тем не менее разделение нейролептиков на антипсихотические и седативные довольно условно, так как при увеличении дозы все нейролептики оказывают угнетающее действие на психическую и двигательную активность.
Блокада α1-адренорецепторов нейролептиками приводит к снижению артериального давления, ортостатической гипотонии, явлениям вазодилатации, развитию головокружения, сонливости, рефлекторной тахикардии, задержке эякуляции; блокада α-адренорецепторов и серотониновых рецепторов — к гипотермии; H1-гистаминовых рецепторов — к гипотензии, росту потребности в углеводах и увеличению массы тела, седации, противоаллергическому и противозудному действию.
С блокадой ацетилхолиновых рецепторов связаны антихолинергические побочные эффекты некоторых антипсихотиков: возможность когнитивных нарушений, сухость во рту, запоры, задержка мочи, тахикардия, расстройства терморегуляции, нарушение аккомодации, повышение внутриглазного давления, половые дисфункции, фармакогенный делирий. Возможно развитие сонливости, спутанности сознания. Нейролептики, обладающие антихолинергической активностью, реже вызывают экстрапирамидные расстройства, так как дофаминергическая и холинергическая системы находятся в антагонистических отношениях: блокада мускариновых ацетилхолиновых рецепторов I типа (М1-холинорецепторы) приводит к активизации дофаминергической передачи.
Блокада 5-HT1А рецепторов обуславливает антидепрессивный и анксиолитический (противотревожный) эффект некоторых нейролептиков; блокада 5-HT2А — предотвращение экстрапирамидных расстройств.
Нейролептики могут снижать секрецию гормона роста, адренокортикотропного гормона, тиреотропного гормона, окситоцина, антидиуретического гормона, повышать секрецию меланостимулирующего гормона. Дислипидемия и резкое повышение массы тела при приёме антипсихотиков могут провоцировать возникновение сахарного диабета 2-го типа.
При приёме нейролептиков возможны такие побочные эффекты, как функциональные нарушения сердечно-сосудистой системы с изменениями на ЭКГ в виде увеличения интервала QT, снижения зубца Гили, его инверсии; кроме тахикардии, возможна брадикардия. При длительном приёме типичных нейролептиков группы фенотиазинов (аминазина, трифтазина, тизерцина, тиоридазина и др.) возможно развитие хронического гипотензивного состояния, приводящего к постоянной ишемии миокарда. Нейролептики могут вызывать миокардиодистрофию, лекарственный миокардит, кардиомиопатию, по своим клиническим и электрокардиографическим проявлениям сходную с идиопатической дилатационной кардиомиопатией. Низкопотентные типичные нейролептики повышают риск венозного тромбоза — особенно в первые месяцы лечения, что связано, по-видимому, с их седативным эффектом, особенно выраженным в начале лечения. Риск развития фатальной лёгочной эмболии при приёме антипсихотиков повышается в 13 раз.
В серии многочисленных публикаций западных исследователей доказана связь между назначением антипсихотиков (как старых, типичных, так и новых, атипичных) и внезапной сердечной смертью. Результаты многолетнего исследования (W. A. Ray и соавторы) на большом контингенте пациентов, опубликованные в 2009 году, в сравнении с контролем показали, что антипсихотические препараты повышают риск внезапной сердечной смерти приблизительно в 2 раза и что этот риск дозозависим. Основной, самый частый механизм внезапной сердечной смерти, в том числе вызванной приёмом антипсихотиков, — развитие тяжёлых желудочковых аритмий, которые обусловлены электрической нестабильностью миокарда. Один из особенно опасных видов желудочковых аритмий — так называемая полиморфная желудочковая тахикардия, или «пируэт-тахикардия» («torsade de pointes»), большинство случаев которой у пациентов, принимающих антипсихотики, встречается в случае приёма двух или более препаратов, и гораздо реже такая тахикардия развивается при монотерапии.
Риск возникновения сердечно-сосудистых заболеваний, риск инфаркта миокарда и инсульта при приёме антипсихотиков связан в том числе и с их влиянием на липидный обмен при высокой лекарственной нагрузке. Особенно высок риск сердечно-сосудистых нарушений у пациентов, получающих комбинированную терапию типичными и атипичными нейролептиками. Атипичные антипсихотики с большей вероятностью могут вызывать инсульт и сахарный диабет, чем типичные, и вызывают бо́льшую прибавку массы тела по сравнению с галоперидолом.
Типичные нейролептики снижают порог судорожной готовности, способны приводить к развитию эпилептических припадков. Возможны также кожные аллергические реакции, фотосенсибилизация, дерматиты, пигментация кожи; нарушения картины крови (лейкопения, агранулоцитоз, апластическая анемия, тромбоцитопения); офтальмологические нарушения (отложение пигмента в сетчатке, помутнение роговицы, хрусталика).
Многие антипсихотики (прежде всего производные фенотиазина) оказывают гепатотоксическое действие, вплоть до развития холестатической желтухи, обусловленное комплексным (физико-химическим, аутоиммунным и прямым токсическим) воздействием на печень, что в ряде случаев может трансформироваться в хроническое поражение печени с нарушением ферментного метаболизма по типу «poor metabolizing» — «бедного» метаболизма.
Применение атипичных антипсихотиков может вызывать пневмонию. У пожилых людей антипсихотики вызывают возрастание риска пневмонии на 60 %.
Атипичные антипсихотики могут вызывать потенциально опасное для жизни состояние — гипонатриемию.

### Эффект при негативных и когнитивных расстройствах
Способность антипсихотиков снижать выраженность первичной негативной симптоматики подвергается сомнению. Метаанализ 2014 года, включивший 168 рандомизированных контролируемых испытаний, в которых рассматривались такие разновидности лечения негативной симптоматики шизофрении, как применение атипичных антипсихотиков, антидепрессантов, психологическое вмешательство и пр., показал, что разница между этими видами лечения и плацебо статистически мала и не достигает порога клинически значимого улучшения.
На основании данных, полученных из открытых исследований, предполагалось, что атипичные антипсихотики эффективнее типичных в терапии нейрокогнитивной недостаточности. Но убедительных доказательств влияния атипичных антипсихотиков на нейрокогнитивные нарушения не существует, многие из проведённых исследований обнаруживают методологическую слабость (по данным P.D. Harvey, R.S. Keefe). В двухлетнем двойном слепом РКИ, построенном с учётом предшествующих методологических ошибок, M.F. Green и соавторы сравнивали эффекты галоперидола в низких дозах и рисперидона; не было обнаружено значимых различий в показателях, отражающих функциональное состояние вербальной памяти. В двойном слепом РКИ, проведённом R.S. Keefe и соавт., было показано, что терапия галоперидолом в низких дозах и оланзапином положительно влияла на нейрокогнитивные показатели, но значительных различий между препаратами обнаружено не было.
Как указывают некоторые обозреватели, положительный когнитивный эффект, приписываемый лишь новым лекарствам, отмечался в небольших исследованиях, спонсируемых корпорациями. Крупное изучение когнитивного эффекта в рамках независимого исследования CATIE показало, что и перфеназин, и новые средства дают одинаковый и небольшой эффект в ослаблении когнитивного дефицита. А в исследовании 2007 года было показано, что улучшенные показатели могут возникать из-за приспособления пациентов к повторяющимся тестам, представляя собой эффект обучения (англ. practice effect).
Вопрос о воздействии антипсихотиков 1 и 2 поколения на когнитивную сферу остаётся спорным; для создания адекватных методов измерения когнитивных показателей при шизофрении и согласованного поиска терапевтических методов Университетом Калифорнии совместно с NIMH создан проект MATRICS (англ. Measurement and Treatment Research to Improve Cognition in Schizophrenia, «Исследования методов измерения и терапии для улучшения когнитивной сферы при шизофрении»).

### Поддерживающая терапия и противорецидивный эффект
Поддерживающая терапия антипсихотиками у пациентов с шизофренией проводится с целью продолжения контроля за симптомами и профилактики рецидивов. В метаанализе от 2012 года результаты ясно показывают превосходство антипсихотических препаратов по сравнению с плацебо в предотвращении рецидивов. Этот эффект, однако, должен сопоставляться с побочными эффектами, в том числе долгосрочными, антипсихотиков. В метаанализе не найдено различий между эффектами антипсихотиков первого и второго поколения и не найдено различий между «резкой» и «постепенной» отменой препарата по влиянию на число рецидивов, что идёт вразрез с «теорией сверхчувствительности психоза».
Однако существуют и другие данные метаанализов. Так, метаанализ, опубликованный в 2009 году, показал, что оланзапин, рисперидон и сертиндол демонстрировали в некоторых длительных исследованиях превосходство противорецидивной эффективности над типичными нейролептиками; в случаях амисульприда, арипипразола и клозапина значимого различия по сравнению с типичными антипсихотиками выявлено не было.
Ещё один метаанализ, опубликованный в 2005 году, тоже обнаружил превосходство некоторых из атипичных антипсихотиков в сравнении с типичными, редуцировавшими частоту рецидивов лишь на 1/3: столь низкий показатель, вероятно, следует объяснить плохим комплайенсом из-за тяжёлых побочных эффектов типичных антипсихотиков.
Большинство исследований долгосрочного антипсихотического лечения людей с шизофренией и сходными состояниями излишне короткие и игнорируют влияние побочных эффектов, связанных с прекращением приёма антипсихотиков. Обычно тот факт, что антипсихотики, как и другие лекарственные средства, при прекращении приёма могут вызывать синдром отмены, не учитывается должным образом при разработке протокола исследования или интерпретации его результатов. Пациенты, которые в рамках исследований прекращают приём антипсихотических препаратов, могут испытывать синдром отмены, обычно включающий тревогу и возбуждение, и этот синдром может быть ошибочно принят за рецидив основного состояния. К тому же общепринятые критерии рецидива в рамках таких исследований не применяются: используемые критерии включают в себя неспецифические симптомы, такие как возбуждение и враждебность, которые, вероятно, могут быть усилены физиологическими изменениями, возникающие при отмене антипсихотиков. Только в небольшом количестве исследований указываются продуктивные психотические симптомы, такие как бред и галлюцинации.
Хотя ожидается, что синдром отмены должен быть менее длительным, чем настоящий рецидив, в действительности слишком мало известно о течении синдрома отмены антипсихотиков; возможно, он может сохраняться в течение длительных периодов после окончания продолжительного лечения. К тому же синдром отмены сам по себе может сделать рецидив основного заболевания более вероятным. В большинстве исследований, где осуществлялась отмена антипсихотиков у пациентов с шизофренией, рецидивы возникают вскоре после момента отмены, и один метаанализ показал, что постепенная отмена снижает риск рецидива, хотя более поздний метаанализ не подтвердил этот вывод. Тем не менее может случиться так, что постепенная отмена, производящаяся в среднем в течение четырёх недель (как в тех исследованиях, которые охватил этот более поздний метаанализ), не является достаточно постепенной для пациентов, принимавших препараты в течение многих лет.
Кроме того, одна из проблем, связанных с существующими исследованиями, заключается в том, что большинство из них сосредоточивается на рецидивах в качестве основного результата и лишь немногие предоставляют данные о других результатах, таких как функционирование, качество жизни, работоспособность, агрессивное поведение и насилие. Например, в одном из метаанализов только три исследования предоставили данные о качестве жизни. Только в двух исследованиях были представлены данные о трудоустроенности, а данные о функционировании не сообщались. Ни одно исследование из включённых в этот метаанализ не длилось дольше года, и в большинстве из них производилось внезапное прекращение приёма нейролептиков.
Некоторые исследователи указывают на сомнительность эффективности и возможный вред от долгосрочной терапии нейролептиками при шизофрении. В качестве доводов они приводят данные о 8 долгосрочных исследованиях, в которых пациенты изучались от 7 до 20 лет. Ни одно из этих исследований не показало пользы от длительного назначения нейролептиков, а переносить данные краткосрочных исследований, длящихся всего несколько лет, на случаи многолетней терапии нейролептиками некорректно. Мало внимания при оценке соотношения вреда и пользы от продолжительной терапии нейролептиками было уделено новым сведениям о психозах сверхчувствительности и возможным негативным эффектам от воздействия на дофаминовые рецепторы на мотивацию и работоспособность.
Данные нескольких исследований с продолжительностью наблюдения более года свидетельствуют, что разница в частоте рецидивов между пациентами, получающими антипсихотические препараты, и теми, кто прекратил их приём, со временем уменьшается. Первое действительно долгосрочное наблюдение показало, что те из пациентов, страдавших первым психотическим эпизодом, которые участвовали в программе постепенного снижения и отмены антипсихотиков, лучше функционировали при семилетнем наблюдении, чем получавшие поддерживающее лечение, и не демонстрировали повышенного риска рецидива. По-видимому, длительный приём антипсихотиков может негативно повлиять на уровень социального функционирования.
Результаты долгосрочного когортного исследования с участием людей с ранним психозом, охватившие пятнадцать и двадцать лет, свидетельствуют о том, что люди, принимающие антипсихотики на постоянной основе, находятся в худшем состоянии, чем люди, в течение некоторых периодов не принимающие антипсихотики. Этот эффект сохранялся даже после учёта ранних прогностических факторов. Более того, участники с диагнозом «шизофрения», не принимавшие антипсихотики, показали лучшие результаты, чем участники, у которых были диагностированы другие формы психоза (обычно связанные с лучшим прогнозом) и которые, тем не менее, непрерывно принимали антипсихотики.
Мало известно о том, как пациенты оценивают степень вреда рецидива в сравнении с другими исходами. Например, если рецидив не является тяжёлым, а побочные эффекты препаратов воспринимаются как инвалидность, пациенты могут принять рецидив в качестве цены, которую стоит заплатить. Хотя некоторые исследователи предполагали, что рецидивы ухудшают прогноз заболевания, данные испытаний, посвящённых прекращению терапии, указывают на то, что психическое состояние возвращается к норме после возобновления медикаментозного лечения. Предположения, что рецидив является показателем нейротоксического процесса, не подтверждаются клиническими или нейробиологическими данными.
В клинической практике большинству людей, испытавших более одного психотического эпизода, рекомендуют оставаться на длительном лечении антипсихотиками, при этом даётся слишком мало указаний относительно того, следует ли когда-либо прекращать приём препаратов и если да, то как именно это следует делать. Многие пациенты считают такой подход неприемлемым и прекращают терапию самостоятельно без поддержки специалистов, что, вероятно, приводит к осложнениям, связанным с внезапным прекращением приёма препаратов, включая рецидивы.
В русскоязычных источниках отмечалось, что при применении типичных нейролептиков пациенты часто нарушают рекомендованный режим амбулаторной терапии, что приводит к быстрому развитию рецидива; при приёме атипичных нейролептиков пациенты в целом лучше соблюдают режим лечения, рецидивы заболевания происходят реже.

### Восприятие эффектов пациентами
Сами пациенты неоднозначно описывают влияние нейролептиков на своё самочувствие, поведение, эмоции и чувство собственной личности. Общей темой при интервью с принимающими нейролептики людьми было их указание на возникшую заторможенность мышления, отупение, потерю мотивации и подавленные эмоции. Пациенты говорили, что из-за нейролептиков они чувствуют себя «как зомби» и «как овощ». Этот эффект переживался людьми как мучительный и вызывал у них трудности в повседневной жизни. В качестве положительного эффекта многие пациенты описывали влияние нейролептиков на некоторые симптомы психического расстройства, например на слуховые галлюцинации. Люди утверждали, что благодаря нейролептикам их стали меньше беспокоить «голоса» и навязчивые мысли. Также ряд людей утверждал, что благодаря седативному эффекту нейролептиков им стало проще засыпать и вообще они стали чувствовать себя спокойнее.
Распространёнными являются жалобы пациентов на чувство потери собственной личности под воздействием нейролептиков, утрату важных черт характера, ощущение себя ненастоящим. Однако существует небольшое количество пациентов, которые описывают, что эффект нейролептиков позволил им чувствовать себя снова нормальными, позволил вернуться к прежним занятиям, которые раньше приносили им радость. У значительного числа пациентов выработалось пассивное отношение к назначенным им нейролептикам, наряду с общей потерей самостоятельности и снижением способности принимать решения. Ряд пациентов безропотно терпели неприятные эффекты препаратов и не высказывали жалоб по этому поводу. Другие пациенты не могли объяснить, почему они принимают эти препараты, и говорили, что делают это только потому, что так сказал им доктор. Пациенты регулярно утверждали, что у них просто нет выбора и они вынуждены принимать нейролептики, чтобы избежать обострения и повторной госпитализации в психиатрическую больницу, хотя побочные эффекты им представляются тяжёлыми. В таких случаях люди расценивали нейролептики как «меньшее из двух зол».

## Фармакокинетика
Для большинства нейролептиков характерна быстрая всасываемость при пероральном приёме. Ещё одна важная особенность антипсихотиков — непредсказуемая биодоступность (около 30—60 %), обусловленная пресистемным метаболизмом (частичной биотрансформацией в печени, кишечнике) и/или снижением моторики желудочно-кишечного тракта, которое вызывают антипсихотики с холинолитическим действием.
Когда антипсихотики вводятся внутримышечно, их биодоступность увеличивается в 10—40 раз по сравнению с пероральным введением, но тоже является непредсказуемой (из-за преципитации в мышце).
Антипсихотики легко связываются с белками (на 90—95 % процентов). Они хорошо проникают через гематоэнцефалический барьер, через плаценту; накапливаются в тканях мозга, лёгких, других хорошо васкуляризованных органов. У большинства нейролептиков объём распределения очень высок — от 13 до 30 л/кг; иными словами, эти препараты накапливаются в тканях и органах в гораздо более высоких концентрациях, чем в плазме крови. Например, содержание аминазина в мозге в 4—5 раз выше, чем в плазме крови, содержание галоперидола — в 10 раз, клозапина — в 12—50 раз выше, чем его концентрация в плазме крови.
Нейролептики легко проникают через плаценту и благодаря этому при приёме их во время беременности в высоких дозах могут обусловливать развитие экстрапирамидных нарушений у новорождённых.
Подвергаются биотрансформации (окислению, деметилированию, гидроксилированию, конъюгации с глюкуроновой кислотой и дегалогенизированию) в печени, лёгких, мозге, почках, кишечнике с образованием активных и неактивных метаболитов. В частности, аминазин потенциально может образовывать до 168 метаболитов; из них 70 были обнаружены у человека, однако лишь 10—12 из этих метаболитов определяются в организме в значительных количествах. Метаболиты галоперидола неактивны (что отличает его от других нейролептиков), кроме одного метаболита, который в результате своей биотрансформации может снова превращаться в галоперидол.
У одних нейролептиков (аминазин) зависимость между суточной дозой и концентрацией препарата в плазме крови выражена слабо, у других (галоперидол, клозапин) проявляется линейная корреляция между этими показателями. У разных пациентов концентрация антипсихотиков в плазме крови может быть разной при одинаковой дозе. На скорость метаболизма и объём распределения антипсихотиков влияют пол, возраст, масса тела, курение. Между концентрацией нейролептиков в плазме и их терапевтическим эффектом тоже нет прямой зависимости, прямая зависимость выявлена только между максимальным содержанием нейролептиков в плазме и их периферическими эффектами, такими как блокада периферических адренергических и холинергических рецепторов (что сказывается на пульсе, размере зрачков, секреции слюны, возникновении ортостатической гипотензии и др.), характерными для многих нейролептиков.
Антипсихотики выводятся почками и с жёлчью главным образом в виде неактивных метаболитов. Период полувыведения у большинства типичных нейролептиков в среднем составляет 20—40 часов. При этом период полувыведения галоперидола может удлиняться с 18 часов при однократном приёме до 70 часов и более при курсовом лечении. Для пролонгированных форм нейролептиков характерны ещё более длительные периоды полувыведения — порядка 4—20 дней, обусловленные их замедленным всасыванием и элиминацией. Например, период полувыведения флуфеназина гидрохлорида приблизительно равен 20 часам, а период полувыведения его депо-формы энантата — 2—3 дням, период полувыведения депо-формы деконоата составляет до 18—21 дня. Вследствие этого высока и продолжительность нейролептического действия нейролептиков-пролонгов: она составляет от 1,5 до 4 недель для разных препаратов.
Из-за высокого сродства нейролептиков к белкам тканей, в том числе центральных структур, и по причине большого объёма распределения нейролептики элиминируются из крови гораздо быстрее, чем из ЦНС. Метаболиты некоторых нейролептиков обнаруживаются в моче на протяжении нескольких месяцев после отмены препарата.

## Классификация
К группе атипичных антипсихотиков относятся клозапин, оланзапин, рисперидон, палиперидон, кветиапин, амисульприд, зипразидон, сертиндол, арипипразол, азенапин и др. Сульпирид и тиоридазин одни авторы относят к типичным антипсихотикам, другие — к атипичным.
В соответствии с последними данными разделение антипсихотиков на типичные и атипичные, основывающееся на их фармакологическом действии, возможно, стоит пересмотреть, так как атипичные нейролептики в значительной мере различаются по принципу действия, эффективности и побочным эффектам.
Среди типичных антипсихотиков выделяют:
1. Седативные (непосредственно после приёма оказывающие затормаживающий эффект): левомепромазин, хлорпромазин, промазин, хлорпротиксен, алимемазин, перициазин и др.
2. Инцизивные, то есть с мощным глобальным антипсихотическим действием: галоперидол, зуклопентиксол, пипотиазин, тиопроперазин, трифлуоперазин, флуфеназин.
3. Дезингибирующие, то есть обладающие растормаживающим, активирующим действием: сульпирид, карбидин и др.

Существует также деление типичных нейролептиков на антипсихотические нейролептики (галоперидол, трифлуоперазин, этаперазин, сульпирид) и седативные (дроперидол, хлорпромазин, левомепромазин, хлорпротиксен, перициазин.
Выделяют также высокопотентные и низкопотентные нейролептики, это деление основано на различии силы их общего антипсихотического действия. К высокопотентным относятся клозапин, галоперидол, трифлуперидол, флуфеназин, пимозид и др.; к низкопотентным — перфеназин, перициазин, флупентиксол, сульпирид и др.

### По химической структуре
Согласно классификации по химической структуре, среди антипсихотиков можно выделить:
1. Фенотиазины и другие трициклические производные:Структура бутирофенона — соединения, производными которого являются галоперидол и другие бутирофеноновые нейролептики

Структура бутирофенона — соединения, производными которого являются галоперидол и другие бутирофеноновые нейролептики

  - с простой алифатической связью (хлорпромазин, левомепромазин, промазин, алимемазин), обладают свойством мощно блокировать адренорецепторы, выраженным седативным и умеренным антихолинергическим действием и умеренной способностью вызывать экстрапирамидные расстройства;
  - с пиперидиновым ядром (перициазин, пипотиазин, тиоридазин), обладают средним антипсихотическим действием, умеренно или слабо выраженными экстрапирамидными и нейроэндокринными побочными эффектами, выраженным антихолинергическим действием и умеренным седативным;
  - с пиперазиновым ядром (трифлуоперазин, френолон, тиопроперазин, перфеназин, прохлорперазин, флуфеназин), сильно блокируют дофаминовые рецепторы, слабо — адренорецепторы; слабо выраженное седативное и антихолинергическое действие, сильно выраженная способность вызывать экстрапирамидные побочные эффекты.
2. Производные тиоксантена (зуклопентиксол, флупентиксол, хлорпротиксен), действие которых примерно аналогично фенотиазинам с пиперидиновым ядром.
3. Замещённые бензамиды (амисульприд, сульпирид, сультоприд, тиаприд), действие примерно аналогично фенотиазинам с пиперидиновым ядром.
4. Производные бутирофенона (бенперидол, галоперидол, дроперидол, трифлуперидол), действие примерно аналогично фенотиазинам с пиперазиновым ядром, наиболее сильно выраженная способность вызывать экстрапирамидные побочные эффекты[72].
5. Производные дифенилбутилпиперидина (флуспирилен, пимозид, пенфлуридол), родственны бутирофенонам, в отличие от них, оказывают пролонгированное действие; начиная с 2000-х годов почти не используются.
6. Производные дибензодиазепина (кветиапин, клозапин, оланзапин).
7. Производные бензизоксазола (рисперидон, палиперидон).
8. Производные бензизотиазолилпиперазина (зипразидон).
9. Производные индола (дикарбин, сертиндол).
10. Производные пиперазинилхинолинона (арипипразол).

### По химико-фармакологическому действию
По степени блокирующего действия также выделяют несколько основных групп
Селективные (избирательные) блокаторы дофаминовых D2—D4-рецепторов
Сюда относят бутирофеноны и бензамиды (сульпирид, эмисульпирид, амисульприд, галоперидол, пимозид). Обладают выраженным антипсихотическим действием. В небольших дозах преимущественно из-за блокады пресинаптических D4-рецепторов они активируют дофаминергическую передачу, стимулируют ЦНС и способны ослаблять эмоционально-волевые нарушения в структуре дефекта. В больших дозах эти препараты блокируют центральные D2-рецепторы, что проявляется мощным антипсихотическим (инцизивным) эффектом. Характерен высокий риск экстрапирамидных побочных эффектов и (вследствие гиперпролактинемии) эндокринных побочных расстройств.
Сильные (активные) блокаторы дофаминовых D2-рецепторов, слабо или умеренно блокирующие также серотониновые 5-HT2α-рецепторы и α1-адренорецепторы
Группа представлена в основном пиперазиновыми производными фенотиазина и близкими к ним по стереохимической структуре тиоксантенами (флупентиксол, зуклопентиксол, флуфеназин, зуклопентиксол, перфеназин и др.). Препараты этой группы (как и препараты первой группы) оказывают прежде всего мощное антипсихотическое действие, также они вызывают экстрапирамидные побочные эффекты и гиперпролактинемию; кроме того, характерен умеренный риск гипотензии. При применении в малых дозах оказывают умеренно выраженное активирующее (психостимулирующее) действие.
Неизбирательные блокаторы основных рецепторов головного мозга и вегетативной нервной системы
Представлены следующими препаратами: хлорпромазин, левомепромазин, тиоридазин, хлорпротиксен. Обладают выраженным седативным действием при относительной слабости антипсихотического эффекта, низким риском неврологических расстройств, высоким риском вегетативных побочных эффектов (гипотензия, запоры, сухость во рту и др.).
Сбалансированные блокаторы дофаминовых и серотониновых рецепторов при умеренной активности в отношении α1-норадреналиновых рецепторов
Представлены следующими препаратами: рисперидон, зипрасидон, сертиндол. Характерно отчётливое антипсихотическое и антинегативное действие, умеренный риск сердечно-сосудистых побочных эффектов, низкий риск неврологических и эндокринных побочных эффектов.
Преимущественно блокаторы серотониновых, а не дофаминовых рецепторов с недифференцированным влиянием на рецепторы других нейромедиаторных систем
Представлены следующими препаратами: клозапин, оланзапин, кветиапин. Характерно выраженное или умеренное антипсихотическое действие, высокий риск гипотензии и седации, низкий риск неврологических и эндокринных побочных эффектов.

### Антипсихотики пролонгированного действия
К нейролептикам-пролонгам (антипсихотикам пролонгированного действия) относятся флуфеназин деканоат (модитен-депо), флупентиксол деканоат (флюанксол-депо), зуклопентиксола деканоат (клопиксол-депо), зуклопентиксола ацетат (клопиксол-акуфаз), галоперидол деканоат, галоперидол-форте, пенфлюридол, тиоридазин-ретард, пимозид, флушпирилен, рисперидон Конста (Рисполепт Конста), палиперидон пальмитат, пипортил L4, сероквель пролонг.
Преимущества нейролептиков-пролонгов: более стабильная концентрация препаратов в крови и более удобный лекарственный режим; возможность контролируемого лечения у пациентов с отсутствием комплайенса; более низкая стоимость; лучшая переносимость у пациентов с желудочно-кишечными заболеваниями; возможность применения более низких доз корректоров; отсутствие синдрома отмены.
Недостатки нейролептиков-пролонгов: необходимость применения корректоров по той причине, что большинство пролонгов относятся к группе типичных нейролептиков; возможность инвалидизации при длительном приёме типичных нейролептиков; узость спектра действия (не снимают негативную симптоматику); невозможность быстрого купирования ярко выраженных побочных эффектов при непереносимости препарата; трудности расчёта доз и манёвра дозировками; ограниченность выбора антипсихотика; длительное ожидание при явной неэффективности препарата, которое должно позволить избежать сочетания различных нейролептиков; необходимость тщательного контроля за временем последней инъекции препарата.

## Дозировки
Большинство отечественных и зарубежных специалистов сходятся во мнении, что оптимальные дозы нейролептиков при лечении больных шизофренией должны находиться в диапазоне от 300 до 600 мг/сут в хлорпромазиновом эквиваленте — в противном случае резко повышается вероятность побочных эффектов (в частности, усиления когнитивных расстройств и других проявлений дофаминового дефицита в лобной коре), риск развития фармакорезистентных состояний и снижается комплаенс, сокращается продолжительность ремиссий и ухудшается их качество. Максимально допустимый уровень дозы антипсихотика составляет 1000 мг/сут в хлорпромазиновом эквиваленте. В частности, признано нецелесообразным использование галоперидола в дозах свыше 20 мг/сут. Применение атипичных антипсихотиков в минимально эффективных дозах вследствие тщательного подбора режима дозирования этих препаратов в многочисленных клинических испытаниях (в отличие от типичных нейролептиков, которые часто применяются в высоких и сверхвысоких дозах) — одна из причин преимущества атипичных нейролептиков над типичными в плане эффективности и переносимости.
По данным исследований, у многих пациентов дозы в 100—300 мг в хлорпромазиновом эквиваленте обеспечивают улучшение в течение нескольких дней, а более высокие дозы, не прибавляя результативности, увеличивают риск побочных эффектов. Улучшение состояния при быстром насыщении нейролептиками в высоких дозах связано скорее с седативно-плегирующим, а не специфически антипсихотическим действием.
Повышение доз следует осуществлять не более чем 50—100 мг хлорпромазинового эквивалента в сутки; быстрый подъём доз желателен лишь в случае острого психомоторного возбуждения и кататонической симптоматики. После достижения оптимальных доз длительность курса лечения должна составлять как минимум 4—6 недель. Отсутствие быстрого эффекта не всегда связано с принципиальной неэффективностью препарата: для возникновения устойчивого результата может в некоторых случаях понадобиться больший срок. При отсутствии терапевтического эффекта от применения дозы в 1500 хлорпромазинового эквивалента мегадозы нейролептиков редко оказываются эффективными. Применение мегадоз может быть оправданно лишь в том случае, если адекватные попытки использования более низких доз оказались безуспешными.
Снижение высоких доз необходимо начать как можно скорее после достижения начального контроля над психотическими симптомами и осуществлять постепенно. Доза может быть снижена до 100—500 хлорпромазинового эквивалента в сутки или 5 мг флуфеназина каждые две недели. Самая характерная ошибка при длительном применении нейролептиков — тенденция к их передозировке. Между тем средние дозы обычно оказывают такое же терапевтическое действие, как и высокие, а улучшение состояния, совпадающее по времени с повышением доз, часто связано лишь с длительностью приёма препаратов.
Пациентам старшей возрастной группы требуются, как правило, более низкие дозы нейролептиков.

## Лекарственные взаимодействия
Эффекты при взаимодействии с отдельными классами лекарственных средств:
- Антидепрессанты. Взаимное усиление действия[81]. Повышение уровня в крови трициклических антидепрессантов, возникающее при их сочетании с нейролептиками, может привести к М-холиноблокирующим эффектам (запоры, паралитическая кишечная непроходимость, удлинение интервалов PQ и QT на ЭКГ), по этой причине желательно следить за уровнем антидепрессантов в крови[82]. При данном сочетании повышается также риск антихолинергического делирия[10], повышается риск желудочковой аритмии[83]. Трициклические антидепрессанты тоже повышают уровень нейролептиков в крови, что может приводить к повышению частоты побочных эффектов, особенно при применении препаратов с дозозависимым холинолитическим и седативным действием[84]. В частности, при сочетании фенотиазиновых нейролептиков с трициклическими антидепрессантами усиливаются антихолинергические побочные эффекты[83], возможен тимонейролептический синдром[85][86] (как правило, у пациентов позднего возраста[87]). Флуоксетин через непрямые механизмы может угнетать дофаминергическую передачу, которую угнетают и антипсихотики; это усиливает экстрапирамидные побочные эффекты[82]. Флуоксетин и другие СИОЗС могут повышать уровень нейролептиков в крови, что способно приводить к усилению побочных эффектов нейролептиков в целом[88]. Необратимые ингибиторы МАО тоже замедляют метаболизм нейролептиков и усиливают их побочные эффекты — усиление экстрапирамидных расстройств, артериальной гипертонии; применять в сочетании не рекомендуется[89]. Нейролептики потенцируют эффекты ингибиторов МАО[90]:192.
- Бензодиазепины. При сочетании клозапина с бензодиазепинами — угнетение дыхания. При сочетании алпразолама с фторфеназином или галоперидолом возможно повышение концентрации последних в крови. Если необходимо усилить седативный эффект антипсихотиков, то лучше не повышать их дозу, а добавить препарат группы бензодиазепинов[82].
- Препараты лития. Возможна гипергликемия[81]. Также возможно усиление экстрапирамидных побочных эффектов[10]. При сочетании нейролептиков и лития тремор может приобретать генерализованный характер; у некоторых больных также наблюдается своеобразное ухудшение психического состояния, внутренняя напряжённость, взбудораженность, раздражительность, эксплозивность, эмоциональная лабильность, импульсивность, нарушение памяти на текущие события[91]. Существует риск энцефалопатии: сонливость, гипертермия, спутанность сознания, экстрапирамидная и мозжечковая симптоматика. Наиболее часто энцефалопатия отмечалась при сочетании лития с галоперидолом, но описана она и при сочетании лития с тиоридазином, перфеназином и тиоксантеном[82]. Применение лития совместно с нейролептиками также может приводить к увеличению массы тела[77]. При совместном применении лития и фенотиазиновых нейролептиков эффективность лития снижается[90]:208. Сочетание лития с нейролептиками возможно при усиленном контроле за состоянием пациента и динамикой лабораторных показателей (содержание лития в крови)[89]; такое сочетание следует применять лишь в случае необходимости, и при его применении дозы лития и нейролептиков нужно максимально снизить[90]:192.
- Буспирон. Повышение концентрации в крови галоперидола[92].
- Противосудорожные препараты. Приём нейролептиков приводит к уменьшению эффективности противосудорожных средств[89] (снижает порог судорожной активности[83]). Карбамазепин в некоторых случаях может снижать сывороточную концентрацию нейролептиков и, соответственно, снижать эффект последних. Вальпроевая кислота, напротив, повышает сыворочную концентрацию хлорпромазина[82]. Нейролептики замедляют метаболизм фенитоина[92], фенитоин ускоряет метаболизм клозапина и кветиапина, снижая их плазменную концентрацию[83].
- Противопаркинсонические антихолинергические средства (циклодол и др.). Усиление холинолитических побочных эффектов, возможна гипертермия[81]. При использовании нейролептиков с холинблокирующим эффектом (таких, как хлорпромазин, тиоридазин) может возникнуть психоз или паралитическая непроходимость кишечника[82].
- Противопаркинсонические дофаминергические средства (леводопа и др.). Снижение их терапевтического (противопаркинсонического) действия[81], снижение терапевтического и токсического действия нейролептиков[93]. Нейролептики снижают гипопролактинемическое и антипаркинсоническое действие бромокриптина и каберголина. При сочетании нейролептиков с амантадином — повышение риска экстрапирамидных нарушений[83].
- М-холиномиметики, антихолинэстеразные препараты. Двусторонний антагонизм: уменьшение под влиянием нейролептиков эффектов М-холиномиметиков и антихолинэстеразных препаратов, уменьшается холинолитическое действие нейролептиков[89].
- Антагонисты NMDA-рецепторов. Действие нейролептиков при их сочетании с мемантином может ослабляться[83].
- Альфа-адреноблокаторы. Усиливают угнетающее действие фенотиазинов на ЦНС, а фенотиазины усиливают действие альфа-адреноблокаторов. Возможны брадикардия, гипотензия, повышенная утомляемость, сонливость, нарушения сердечного ритма, спазм сосудов конечностей, повышение частоты приступов бронхиальной астмы[90]:129.
- Бета-адреноблокаторы. Фенотиазины и тиоксантены усиливают нежелательные эффекты бета-адреноблокаторов; бета-адреноблокаторы усиливают угнетающее действие нейролептиков на ЦНС. Сочетать эти препараты следует с осторожностью[89]. При их сочетании могут развиваться брадикардия, гипотензия, повышенная утомляемость, сонливость, нарушения сердечного ритма, спазм сосудов конечностей, повышение частоты приступов бронхиальной астмы[90]:115.
- Адреномиметики (адреналин, норадреналин, мезатон, эфедрин).[89] Снижение эффекта адреномиметиков, функциональный антагонизм[90]:192. Адреналин и норадреналин могут усиливать гипотонию, вызванную нейролептиками[89].
- Блокаторы кальциевых каналов. Усиление гипотензивного эффекта[83].
- Антигистаминные средства. Усиление угнетающего эффекта на центральную нервную систему[89], потенцирование эффектов антигистаминных средств[90]:192. Действие циметидина, напротив, ослабляется[81]. Циметидин может усилить действие хлорпромазина, клозапина и, возможно, других антипсихотиков[83].
- Противорвотные средства. При сочетании нейролептиков с метоклопрамидом возрастает риск экстрапирамидных побочных эффектов[83].
- Алкоголь, снотворные средства, средства для наркоза, противосудорожные средства. Усиление угнетающего эффекта на ЦНС[81], потенцирование эффектов алкоголя[90]:192. Из-за возможности серьёзных осложнений противопоказано назначение нейролептиков больным в состоянии алкогольного опьянения. Назначать снотворные в процессе нейролептической терапии следует с осторожностью[87].
- Психостимуляторы. Пролонгирование аминазином повышенной двигательной активности амфетамина, которое связано с увеличением его концентрации в мозге. Действие других психостимуляторов, напротив, ослабляется[89]. Психостимуляторы устраняют слабость и седацию, вызванную типичными антипсихотиками и клозапином[94].
- Дыхательные аналептики. Функциональный антагонизм[90]:192.
- Анальгетики. Усиление анальгетического эффекта[81]. Усиление угнетающего действия на ЦНС при сочетании антипсихотиков с наркотическими анальгетиками[89] и усиление гипотензивного действия при том же сочетании[83].
- Анестетики. Усиление их действия, усиление угнетающего влияния на ЦНС[89]. В сочетании с общими анестетиками — усиленный гипотензивный эффект[83].
- Барбитураты. Потенцирование действия барбитуратов[87]. Чрезмерная седация, гипотензия[95]. Ослабление эффектов действия антипсихотиков при длительном совместном использовании[81].
- Миорелаксанты периферического действия. Продление времени действия миорелаксантов[81].
- Диуретики. Усиление гипотензивного и кардиотоксического действия тиазидных диуретиков; существует вероятность развития гидропексического синдрома[89].
- Анорексигенные вещества. Снижение анорексигенного эффекта[89].
- Инсулин и противодиабетические препараты. Уменьшение гипогликемического их действия[89].
- Эстрогены. Усиление эффектов действия нейролептиков[81].
- Антациды, противодиарейные препараты. Ослабление их действия[81].
- Антибактериальные средства. При сочетании с тетрациклинами повышается риск токсического поражения печени[89]. Моксифлоксацин в сочетании с фенотиазиновыми нейролептиками, пимозидом, галоперидолом повышает риск желудочковой аритмии (данных сочетаний следует избегать). Кларитромицин или эритромицин в сочетании с пимозидом тоже повышает риск желудочковой аритмии. Эритромицин, возможно, повышает концентрацию в крови клозапина (что может приводить к повышению риска судорог). Рифампицин усиливает метаболизм галоперидола, снижая его концентрацию в крови[83].
- Противовирусные средства. Ритонавир может повышать концентрацию антипсихотиков в плазме крови[83].
- Гипотензивные средства. Возможны острая спутанность сознания и усиление либо подавление гипотензивного действия[82]. В частности, при сочетании антипсихотиков с ингибиторами АПФ или с блокаторами ангиотензиновых АТ1-рецепторов развивается ортостатическая гипотензия. Сочетание антипсихотиков с моксонидином приводит к усилению гипотензивного эффекта[83]. При сочетании метилдопы с трифтазином возможно повышение артериального давления; при сочетании метилдопы с галоперидолом отмечались случаи развития деменции. При сочетании клонидина с нейролептиками возможно уменьшение его антигипертензивного действия и усиление его угнетающего влияния на ЦНС. При парентеральном введении нейролептиков пациентам, принимающим клонидин, возможно развитие гипертонического криза, который можно предупредить или ослабить альфа-адреноблокаторами[89].
- Антиаритмические препараты. При сочетании амиодарона с фенотиазинами, галоперидолом или пимозидом, сочетании дизопирамида, прокаинамида или хинидина с фенотиазинами, пимозидом или тиоридазином повышается риск желудочковой аритмии; данных сочетаний следует избегать[83].
- Варфарин. Снижение концентрации варфарина в плазме[92].
- Никотин. Снижение концентрации антипсихотиков в плазме[92].

## Передозировка
Проявления передозировки в основном зависят от антиадренергического и антихолинергического действия нейролептиков. К этим проявлениям относятся тяжёлые экстрапирамидные нарушения, сонливость, мидриаз, снижение глубоких сухожильных рефлексов, тахикардия (при применении низкопотентных нейролептиков), артериальная гипотензия (при блокаде альфа-адренорецепторов), изменения на ЭЭГ (диффузные медленные низкоамплитудные волны), эпилептические припадки (при использовании низкопотентных нейролептиков), удлинение интервала QT, атипичная желудочковая («пируэтная») тахикардия с вторичным блоком проведения или фибрилляцией желудочков.
Поскольку нейролептики обладают сильным противорвотным действием, для удаления препарата из организма целесообразно промывание желудка, а не назначение рвотных средств. Артериальную гипотензию следует корректировать введением дофамина и норадреналина. В случае нарушений сердечного ритма показано назначение лидокаина. При передозировке нейролептика, обладающего длительным действием, на протяжении нескольких дней необходим кардиомониторинг.

## Противопоказания
Общие противопоказания к приёму антипсихотиков:
- индивидуальная непереносимость;
- токсический агранулоцитоз в анамнезе;
- закрытоугольная глаукома;
- аденома предстательной железы (для нейролептиков с антихолинергическими свойствами);
- порфирия;
- паркинсонизм;
- феохромоцитома (для нейролептиков группы замещённых бензамидов);
- аллергические реакции на антипсихотики в анамнезе;
- тяжёлые нарушения функций почек и печени;
- заболевания сердечно-сосудистой системы в стадии декомпенсации;
- острые лихорадочные состояния;
- интоксикация веществами, угнетающими ЦНС;
- кома;
- беременность;
- кормление грудью (особенно для фенотиазиновых производных).

## Побочные эффекты при длительной терапии

### Поздняя дискинезия, психозы сверхчувствительности и дефицитарный синдром
Приём антипсихотиков может приводить к симптомам поздней дискинезии и симптомам психоза, утяжеляющим течение основного расстройства. Развитие так называемых поздних психозов (психозов дофаминовой сверхчувствительности, психозов гиперчувствительности, «психозов отдачи») наблюдалось, вследствие возникновения гиперчувствительности дофаминовых рецепторов или повышения их плотности, у пациентов, длительное время принимавших мощные дофамин-блокирующие нейролептики в период ремиссии между психозами либо по поводу аффективных нарушений или неврологических расстройств. Оно могло происходить как на фоне приёма препарата, так и при его отмене, уменьшении дозировки или переходе на антипсихотик, более слабо связывающийся с дофаминовыми рецепторами. Высказывается мнение, что длительная антипсихотическая терапия может сделать некоторых пациентов более подверженными психозу, чем при естественном течении заболевания; учащение рецидивов психоза и возникновение резистентности в некоторых случаях связывают именно с длительным приёмом антипсихотиков. Данное мнение вызывало возражения и подвергалось критике.
Как и психозы сверхчувствительности, поздняя дискинезия может развиться, в частности, при отмене нейролептика (синдром отмены). Разновидностями синдрома отмены нейролептиков являются психозы сверхчувствительности, дискинезия отдачи (демаскированная дискинезия), синдром холинергической «отдачи» и некоторые другие, неспецифические симптомы. Постепенное снижение дозировки при отмене нейролептика позволяет снизить риск синдрома отмены.
При длительной терапии нейролептиками наблюдается также нейролептический дефицитарный синдром (neuroleptic-induced deficit syndrome, NIDS). Этот побочный эффект отмечается преимущественно у пациентов, принимающих типичные нейролептики в высоких дозах. По данным на 2005 год, нейролептический дефицитарный синдром встречается примерно у 80 % пациентов, получающих типичные антипсихотики.

### Структурные изменения мозга
Плацебо-контролируемые исследования трёх групп макак, получавших в течение 17—27 месяцев галоперидол либо оланзапин в терапевтической дозировке, свидетельствуют о снижении веса и объёма мозга вследствие приёма нейролептиков, достигающем 8—11 %
и связанном со снижением объёмов как серого, так и белого вещества в ряде областей. Снижение объёма серого вещества оказалось вызвано преимущественно потерей глиальных клеток,
в первую очередь астроцитов (до 20 % в париетальной области) и олигодендроцитов (до 11 %). За публикациями последовали обвинения, адресованные фармакологическим компаниям, в том, что действие их медикаментов не было должным образом проверено на животных моделях перед выводом лекарств на рынок.
Исследователь Нэнси Андреасен полагает, что ускоренная потеря серого вещества у пациентов, получающих повышенное количество антипсихотиков, говорит о негативном влиянии лекарств и что приём нейролептиков приводит к постепенной атрофии префронтальной коры, обусловленной тем, что префронтальная кора отключается под действием препаратов. Выводы Андреасен были подтверждены другими исследователями, однако подвергались и критике, в том числе Фуллером Тори.
В 2010 году исследователи Д. Монкрифф и Дж. Лео опубликовали систематизированный обзор исследований магнитно-резонансных изображений головного мозга, выполненный для сравнения мозговых изменений у пациентов, принимавших антипсихотики, и пациентов, их не принимавших. 14 из 26 исследований, включая самые обширные, показали уменьшение общего объёма головного мозга, объёма серого вещества или увеличение объёма полостей, заполненных цереброспинальной жидкостью, во время курса лечения. Среди 21 исследований пациентов, не принимавших антипсихотики или принимавших их лишь в малых дозах, пять указывали на различия с контрольной группой; но никаких изменений объёма мозга, невзирая на длительную историю болезни, не было обнаружено в результате трёх исследований групп пациентов, не принимавших препараты. По мнению авторов обзора, мозговые изменения, традиционно связываемые с патофизиологическими механизмами при шизофрении, могут быть вызваны приёмом антипсихотических средств.
В 2011 году Нэнси Андреасен с соавторами опубликовала результаты исследования, в ходе которого было обнаружено уменьшение объёма ткани головного мозга у 211 пациентов с диагнозом «шизофрения», принимавших антипсихотики от 7 до 14 лет. При этом бо́льшая интенсивность лечения, как и бо́льшая длительность наблюдения за пациентами, коррелировала с более значительным снижением объёма ткани мозга. Тяжесть болезни, а также наблюдавшееся у некоторых пациентов злоупотребление алкоголем и наркотиками оказывали малозначительное влияние на объём ткани или не оказывали его вообще.
Существуют и другие исследования, подтверждающие вывод о связи между приёмом антипсихотиков и снижением объёма мозга, причём указывается, что типичные антипсихотики оказывают более значительное влияние на объём мозга, чем атипичные. Например, в работе S. A. Castner с соавторами (2000) было показано, что назначение антипсихотиков приматам в течение около 18 месяцев и крысам в течение 8 недель привело к снижению объёма мозга с редукцией нейропиля и когнитивным дефицитом, обусловленным компенсаторной десенсибилизацией D1-рецепторов лобной коры. В исследованиях отмечается нейротоксичность галоперидола.
В 2013 году Нэнси Андреасен и коллектив соавторов опубликовали исследование, согласно которому, по их мнению, потеря объёма мозга зависит как и от антипсихотиков, так и от продолжительности рецидивов. Причём, по данным этого исследования, потеря объёма мозга за счёт антипсихотиков распределялась более диффузно, в то время как потеря объёма мозга за счёт рецидивов влияла прежде всего на префронтальную кору, лобные доли мозга. Было отмечено, что потеря мозга за счёт антипсихотиков отмечалась у пациентов гораздо слабее, чем в предыдущих экспериментах на животных.
Как подчеркнула Н. Андреасен, предотвращение рецидива является важной задачей, однако его нужно обеспечивать, применяя, насколько возможно, самые низкие дозы антипсихотиков, позволяющие держать симптомы под контролем. По словам Н. Андреасен, следует искать другие лекарства, действующие на иные системы и области мозга, а на практике, какие бы препараты ни использовались, необходимо сочетать их с когнитивной и социальной терапией.
Негативное воздействие нейролептиков на структуру мозга было экспериментально продемонстрировано и на пациентах без диагноза «шизофрения». В 2020 году была опубликована статья с описанием рандомизированного исследования влияния нейролептика оланзапин на пациентов с диагнозом «психотическая депрессия». С помощью техники нейровизуализации подвергли сравнению группу пациентов, принимавших антидепрессант сертралин и нейролептик оланзапин, с группой пациентов, принимавших сертралин и плацебо. У людей, принимавших оланзапин совместно с антидепрессантом, было обнаружено сокращение плотности коры головного мозга по сравнению с контрольной группой, принимавшей антидепрессант и плацебо.

## Перспективные разработки
Ведутся разработки новых антипсихотических лекарств, в том числе не связанных с блокадой D2-рецепторов. Надежды возлагаются на агонисты метаботропных глутаматных рецепторов, которые ещё не одобрены FDA, но демонстрируют антипсихотическую эффективность в клинических испытаниях; другие разрабатываемые и проходящие испытания лекарственные средства оказывают воздействие на рецепторные структуры в рамках холинергической, серотонинергической, ГАМКергической, нейропептидной и других нейромедиаторных систем.
Одной группой исследователей заявлено об антипсихотическом действии каннабидиола, естественного компонента каннабиса.
В 2024 году FDA было одобрено антипсихотическое средство KarXT, также известное под торговой маркой Кобенфи, которое сочетает в себе ксаномелин, действующий на мускариновые рецепторы (агонист рецепторов M1 и M4), и троспиум, уменьшающий побочные эффекты активации периферических мускариновых рецепторов. Разработка этого препарата является началом разработок средств новейшего поколения антипсихотических препаратов с фундаментально иным механизмом действия. KarXT представляет собой прорыв в лечении психических расстройств, потому что, в отличие от традиционных нейролептиков, не базируется на блокировании дофаминовых рецепторов. Кобенфи был одобрен на основе двух исследований продолжительностью всего в 5 недель. По состоянию на 2024 год, опубликованные исследования о долгосрочной эффективности и безопасности препарата отсутствуют. Стоимость препарата в США составляет 1850 долларов в месяц.